# Perisama aisepus
Perisama aisepus är en fjärilsart som beskrevs av Hans Fruhstorfer 1916. Perisama aisepus ingår i släktet Perisama och familjen praktfjärilar. Inga underarter finns listade i Catalogue of Life.